# 莱佛士城
1°17′37″N 103°51′11″E / 1.29361°N 103.85306°E
莱佛士城（英語：Raffles City）是一座位於新加坡市中心行政區大型複合建築。整座建築佔地在史丹福路、美芝路、勿拉士峇沙路、橋北路之間、內有兩間酒店、一座辦公大樓、一間購物中心（福士城购物中心）、以及會議中心。商場目前由凱德商業信託與凱德商用信託管理。
目前大廈第29樓是匈牙利大使館，也是歐盟代表團駐新加坡辦公室。

## 歷史
莱佛士城於1980年8月14日舉行破土儀式，並於1986年10月3日正式向公眾開放。該建築由著名美籍華人建築師貝聿銘設計，這是貝聿銘在新加坡最早的設計作品。此地之前是萊佛士書院舊址，與著名歷史景點萊佛士酒店比鄰。其簡潔的鋁面外牆與幾何外型設計，與周遭維多利亞建築和古典建築相比更為鮮明，並展現出現代主義風格，成為該區一座具特色地建築。莱佛士城共有四座塔樓，在1986年完工時，進駐莱佛士城內73層樓的史丹福瑞士酒店曾是世界最高的酒店，目前則是世界第19高的酒店，另外還有一座26層高的雙塔酒店新加坡費爾蒙特酒店。莱佛士城另有42層樓高的辦公室大樓組成。

### 重新裝修
在1990年代時期，大廈購物中心進行大規模的翻修，展現不同的外觀。2005年6月，管理階層宣布將擴建停車場，以及增加30到50間店面，預計在2006年7月完工，完工後將有以食品、飲料、時尚等商店著名地MPH書店集團進駐。另外，幾年前退出新加坡市場的高樂雅咖啡也重新進駐莱佛士城。在交通上，莱佛士城與新加坡地鐵南北線和東西線的交會點政府大廈地鐵站相連，並可從地下二樓前往濱海中心地鐵站。

### 重新命名
2002年1月1日，FRHI酒店與度假村接手酒店管理時，莱佛士城內的兩酒店史丹福瑞士酒店與萊佛士廣場酒店（現為新加坡費爾蒙特酒店）皆重新命名。

### 凱德集團REIT收購
2006年3月19日，凱德集團不動產投資信託（REIT）、凱德商業信託、凱德商用信託共同以20.9億新加坡元收購萊佛士控股公司開發項目。前者將佔60％股份，後者佔剩餘40％。信託公司的股東們已於2006年7月批准購買莱佛士城項目。該交易已於2006年8月完成，目前莱佛士城由兩個信託公司所有。 

### 擴建
2006年8月20日，新業主宣布將進行商場擴建計畫，該計劃預定將其商場面積從目前的150,000到200,000平方英尺（19,000平方），擴建至356,000平方英尺（33,100平方），擴建的面積將從地下2樓與3樓的停車場空間取得，擴建費用預計將花費8600萬新加坡元。另外，連接新加坡地鐵濱海中心地鐵站與政府大廈地鐵站的地下連接通道預計於2010年7月15日開放。

## 承租戶
莱佛士城主要承租戶有牛奶國際的高級超市Jason's Market Place 與佳寧，都位於複合中心的地下室。
因Sogo發生財務問題，於2000年騰出空間後，當地著名的百貨公司Robinson & Co.與馬莎百貨一同於2001年在莱佛士城開幕。

## 事件

### 國際奧林匹克委員會第117次全體會議
2005年7月2日到9日，國際奧林匹克委員會第117次全體會議於大廈4樓萊佛士城會議中心舉行，會議舉行期間，大廈的維安極為嚴密。會議結束後，國際奧林匹克委員會宣布倫敦獲選為2012年夏季奧林匹克運動會舉辦城市。

## 照片集

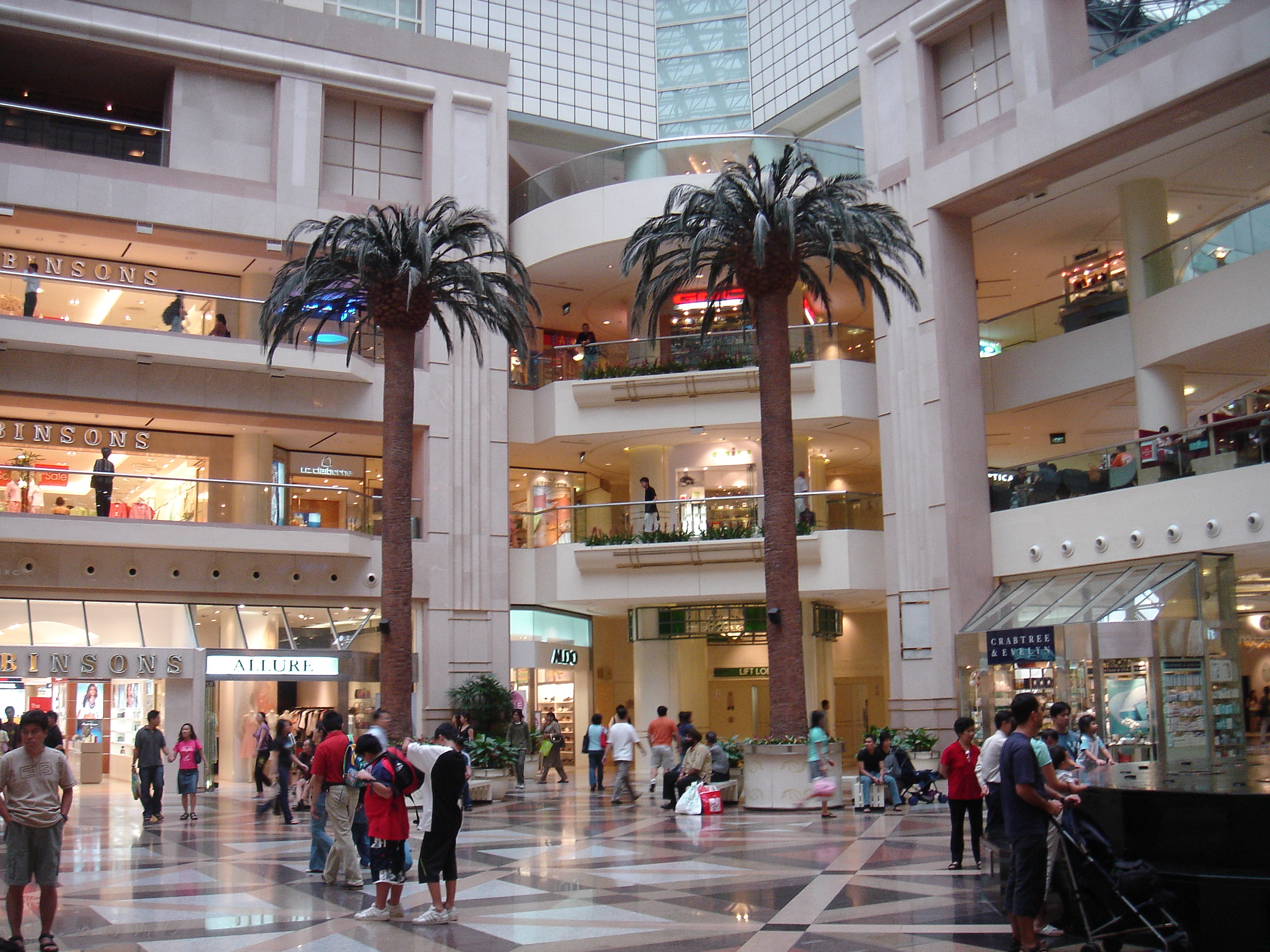
大廈內部一景
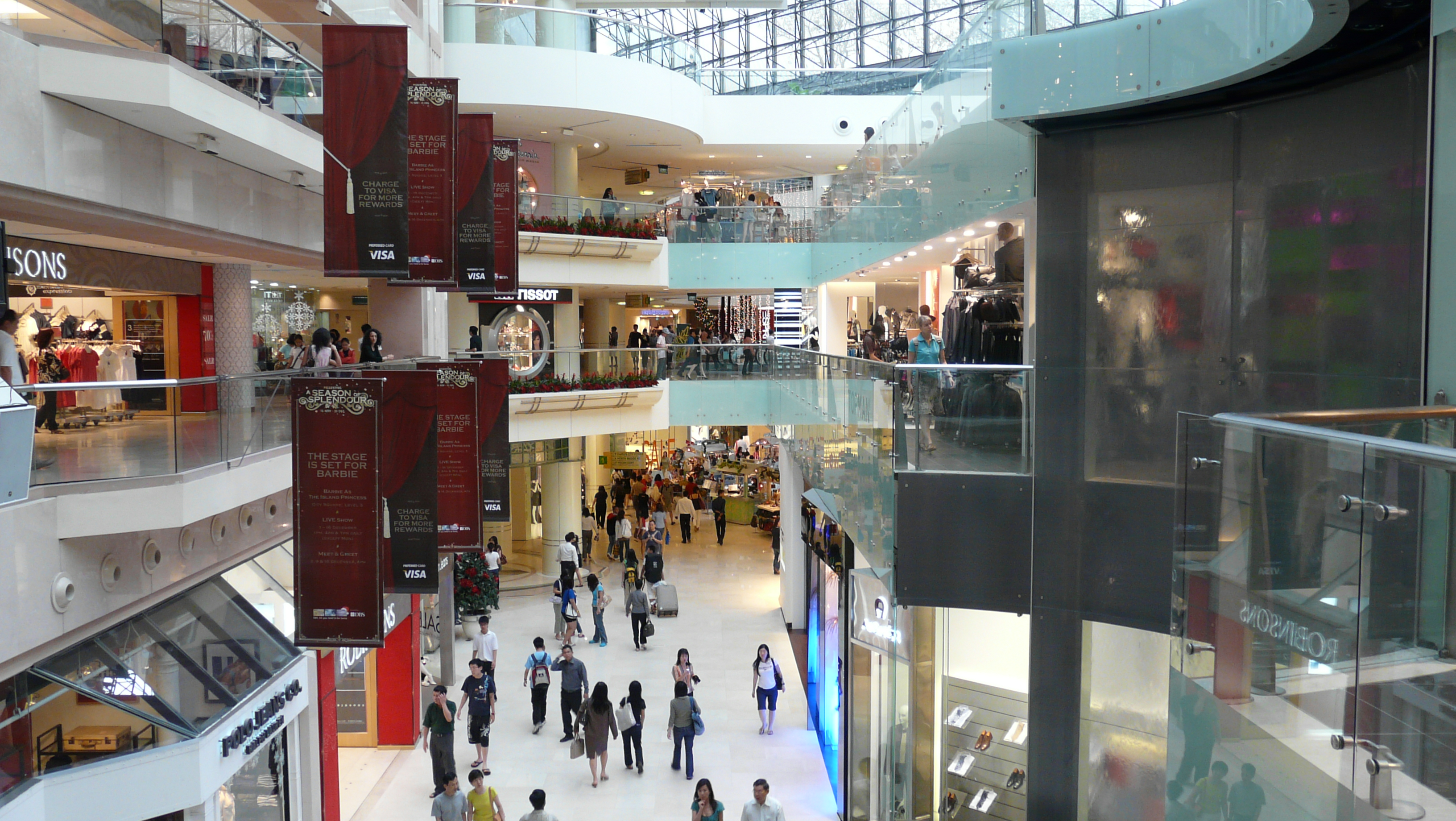
大廈翻修後內部一景
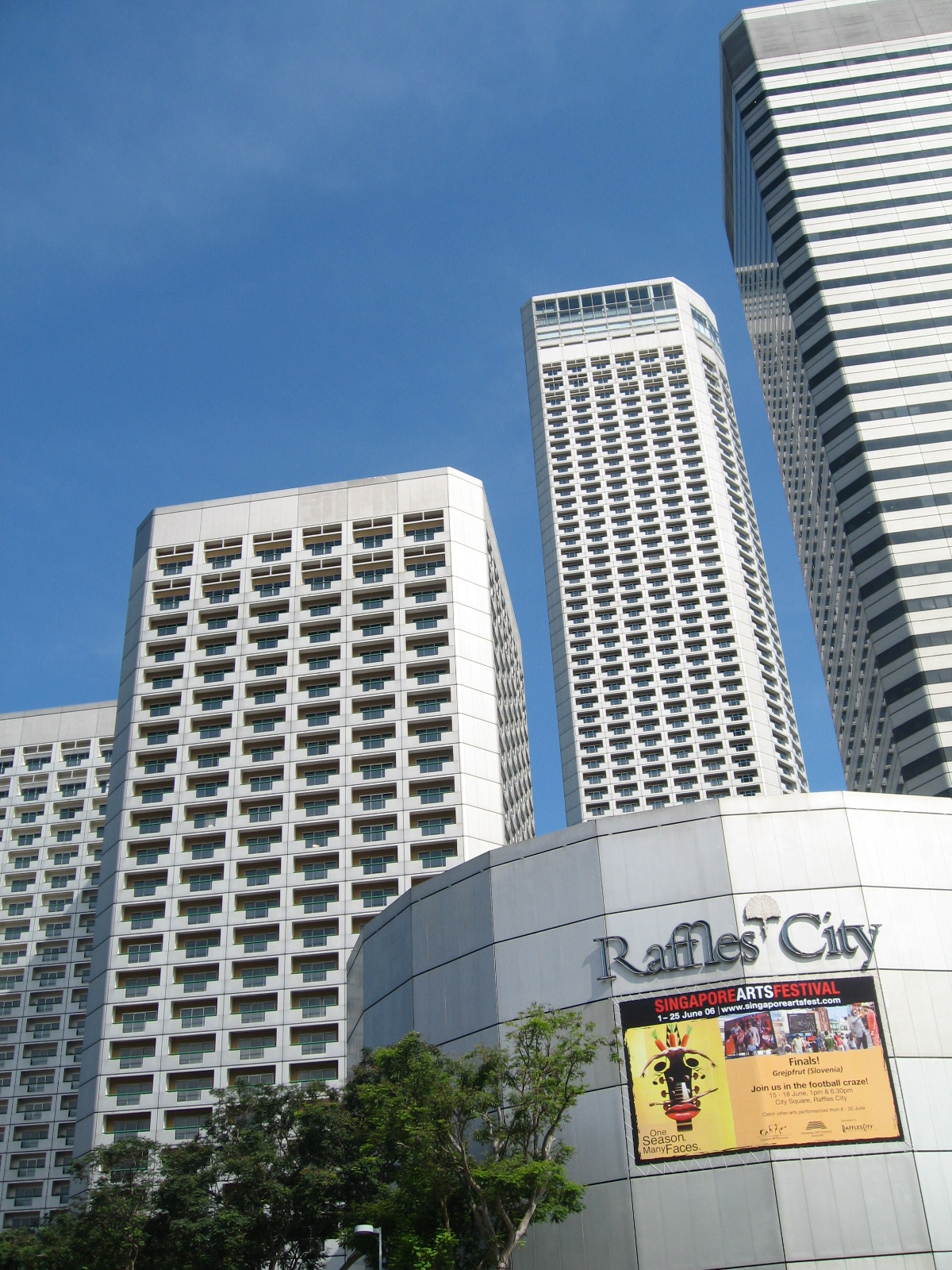
大廈外部一景

## 外部連結
- 官方网站